# Scientists for Future

Das Logo der Scientists for Future (S4F) zeigt Klimastreifen

Scientists for Future (alternative Schreibweise: Scientists4Future) ist eine Initiative von Wissenschaftlern zur Unterstützung der Schülerbewegung Fridays for Future.

## Geschichte

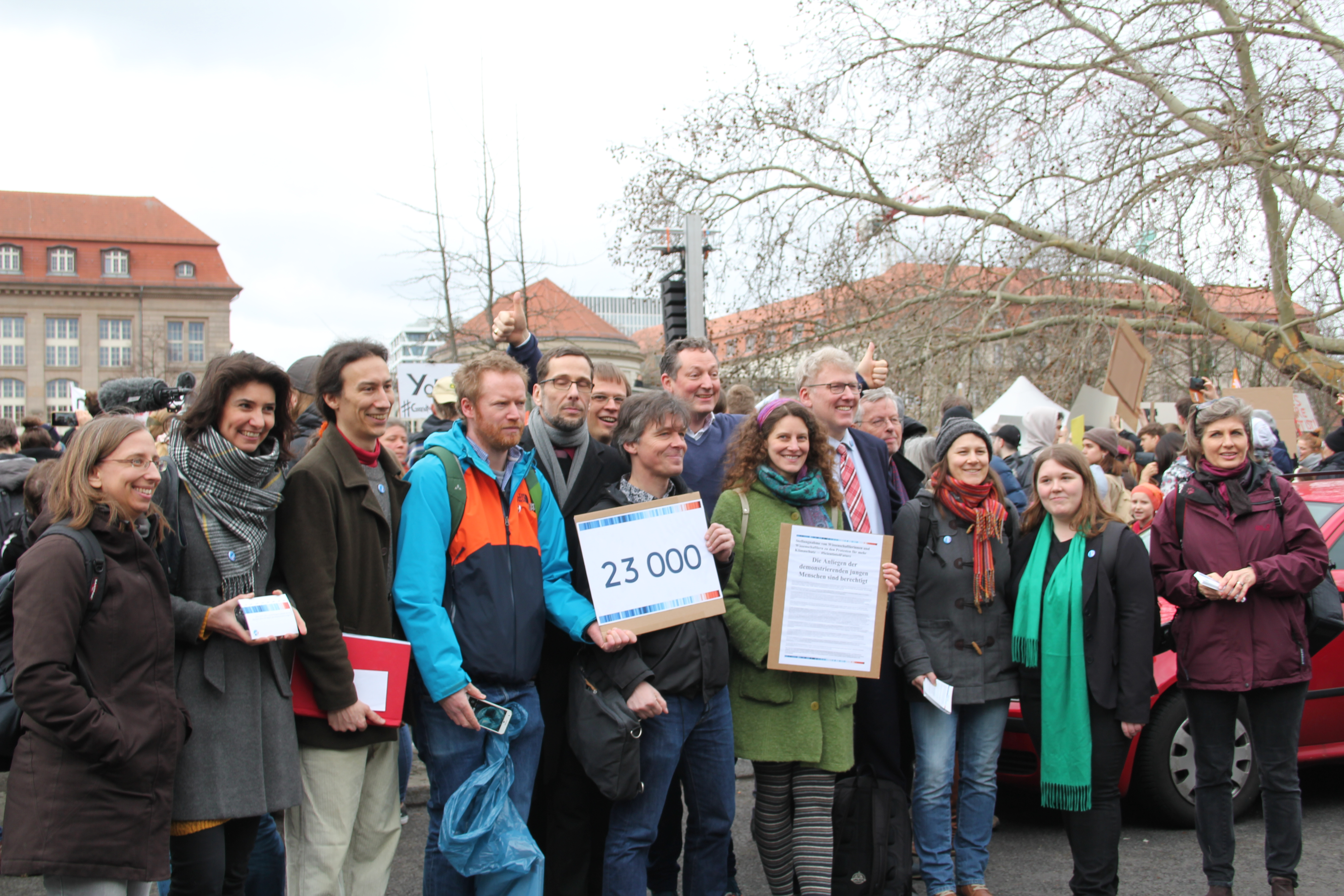
Gruppe der Scientists for Future am 15. März 2019 (Invalidenpark, Berlin-Mitte)

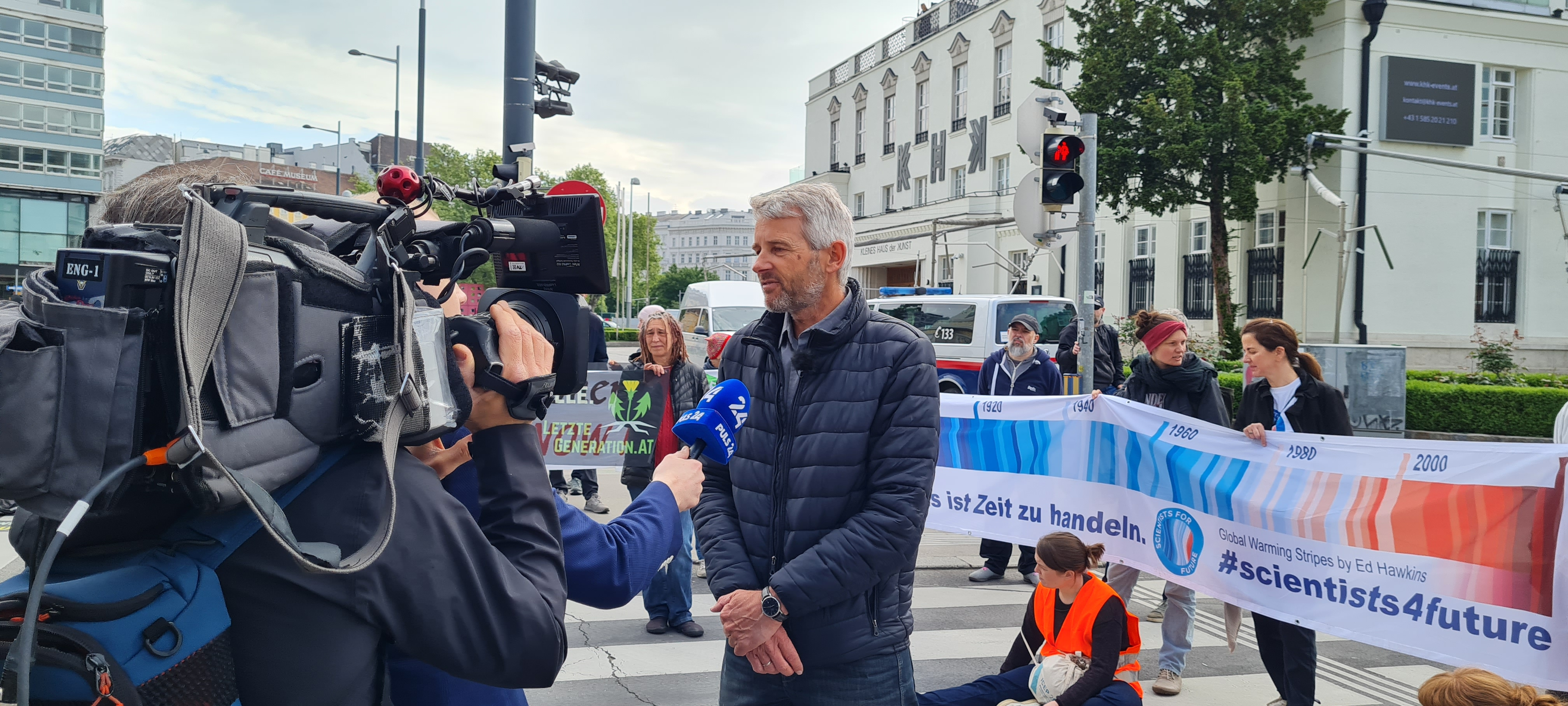
Der österreichische Klimaforscher Reinhard Steurer am Rande einer Protestaktion mit Scientists for Future und Letzte Generation in Wien 2023

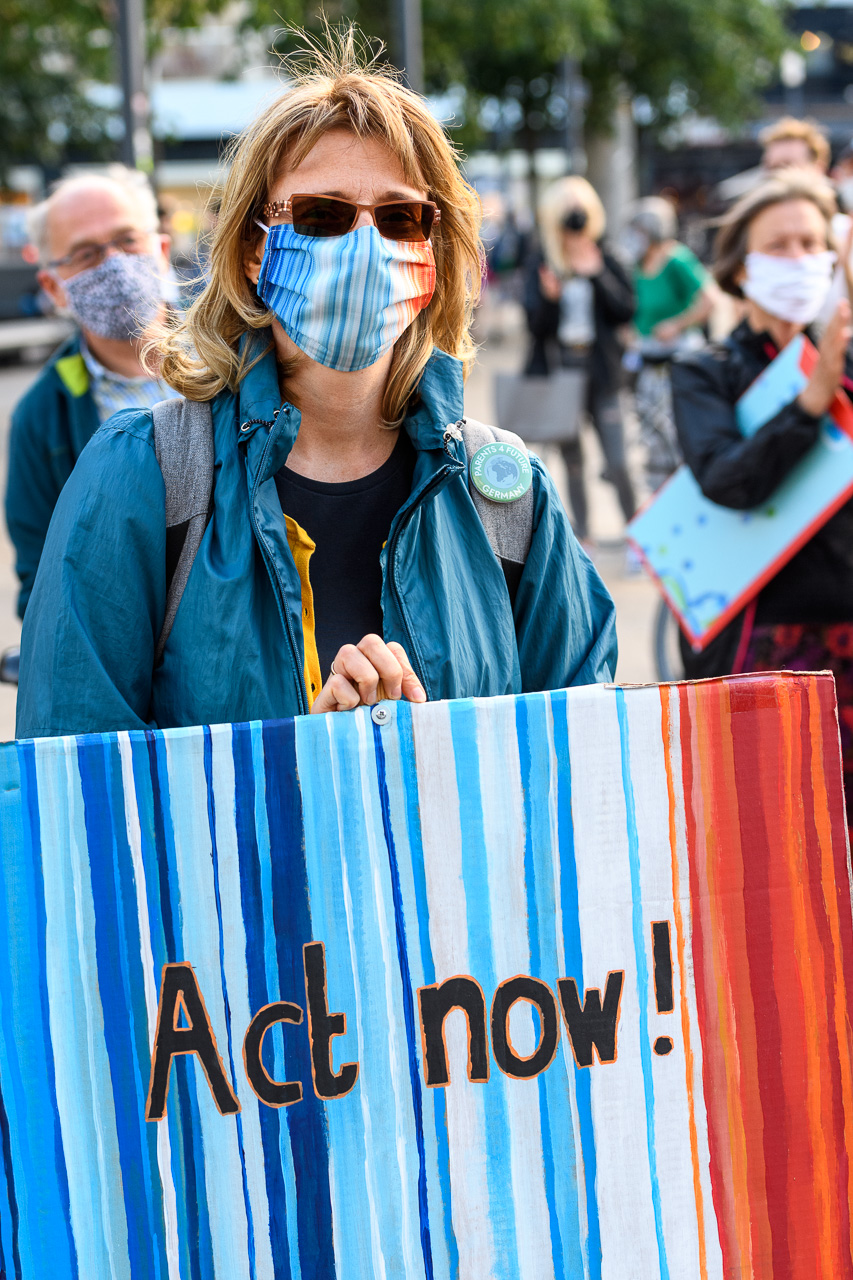
Bei der ersten Berlin4Future-Montagsdemo, Berlin, Alexanderplatz, 6. Juli 2020

Im März 2019 unterzeichneten nach Angaben der Initiative mehr als 23.000 Wissenschaftler aus der Schweiz, Österreich und Deutschland eine Stellungnahme unter der Überschrift „Die Anliegen der demonstrierenden jungen Menschen sind berechtigt“. Die Wissenschaftler, die sich unter dem Namen Scientists for Future zusammengeschlossen haben, äußerten, dass die Anliegen berechtigt und gut begründet seien. Aus wissenschaftlicher Sicht reichten die derzeitigen Maßnahmen zum Klima-, Arten-, Wald-, Meeres- und Bodenschutz bei Weitem nicht aus. Unter den Unterzeichnern befinden sich mehrere Direktoren von Forschungsinstituten.
Die Scientists for Future wurden auf Initiative von Gregor Hagedorn gegründet. Zu den Gründungsmitgliedern zählten Detlev Ganten, Eckart von Hirschhausen, Maja Göpel, Mojib Latif, Christoph Schneider, Ernst Ulrich von Weizsäcker, Karen Helen Wiltshire, Daniel Dahm, Claudia Kemfert und Volker Quaschning. Im Juni 2019 wurde diese Stellungnahme, ergänzt um eine Analyse der Ergebnisse und Auswirkungen der Erklärung, als zweisprachiger Artikel in der Fachzeitschrift GAIA publiziert. Dass Fridays for Future für Deutschland ein schnelleres Ende der Treibhausgas-Emissionen fordert als der IPCC global, wird mit Klimagerechtigkeit begründet. Ähnliche Initiativen gibt es von niederländischen und belgischen Wissenschaftlern.
Der Berliner Professor für Regenerative Energiesysteme Volker Quaschning sagte: „Wir sind die Profis und sagen: Die junge Generation hat Recht“, der Klimaforscher Reto Knutti (Zürich) schreibt: „Das Engagement der Jugendlichen fordert uns Ältere zum Handeln auf. Als Privatperson sowie als Wissenschaftler bin ich der Auffassung, dass man die Klimajugend ernst nehmen sollte.“
Im April 2019 erschien ein federführend von Gregor Hagedorn verfasster Kommentar in der Fachzeitschrift Science, in dem die Autoren von Scientists for Future die Forschergemeinschaft aufforderten, die Jugendprotestbewegung zu unterstützen. Beteiligt waren unter anderem Michael E. Mann, Stefan Rahmstorf, Reto Knutti, Sonia Seneviratne und Kevin Anderson, dazu erschien ein aus 51 Seiten bestehendes Supplement mit zusätzlichen Unterzeichnern aus der Wissenschaft. Die Autoren betonen, dass die Sorgen der Jugend berechtigt seien und von der besten verfügbaren Wissenschaft gestützt würden. Die „derzeitigen Maßnahmen zum Schutz des Klimas und der Biosphäre“ seien „zutiefst unzureichend“. Es sei „von entscheidender Bedeutung, unverzüglich mit einer raschen Reduzierung der CO2- und anderer Treibhausgasemissionen zu beginnen“. Zugleich äußerten die Forscher, sie sähen es als ihre „soziale, ethische und wissenschaftliche Verantwortung an, unmissverständlich zu erklären“:

„Nur wenn die Menschheit schnell und entschlossen handelt, können wir die globale Erwärmung begrenzen, das anhaltende Massensterben von Tier- und Pflanzenarten stoppen und die natürlichen Grundlagen für die Nahrungsversorgung und das Wohlergehen heutiger und zukünftiger Generationen erhalten.“

Das sei, was die jungen Menschen erreichen wollten. Daher verdienten sie Respekt und volle Unterstützung.
Im Oktober 2019 wurden Gregor Hagedorn und Scientists for Future mit dem Bundespreis Nachhaltigkeit ausgezeichnet.
Seit dem Sommer 2019 existiert eine gleichnamige Initiative in den Niederlanden, die ähnliche Ziele verfolgt und ebenfalls eine Stellungnahme zur Unterstützung insbesondere des Klimastreiks am 27. September 2019 verfasste. Diese Stellungnahme wurde von rund 2000 Wissenschaftlern in den Niederlanden unterzeichnet.
Am 3. Globalen Klimastreik am 20. September 2019 in Salzburg beteiligte sich erstmals ein Block der Scientists for Future Österreich.

## Arbeit
Die sowohl lose als auch in Regionalgruppen und online organisierte Vereinigung hat unter anderem folgende Ziele:
- Vermittlung von wissenschaftlichen Erkenntnissen über den Klimawandel und ökologische Störungen – unter anderem auch, indem Zusammenhänge beleuchtet und mögliche Zielkonflikte benannt werden
- Bildung – einschließlich der Verbesserung des Verständnisses für nachhaltige Lösungen (einschließlich aufgezeichneter Webinare, Podcasts und Informationsveranstaltungen)
- Bereitstellung von Forschung zum Klimawandel
- Bewertung aktueller Entwicklungen auf Basis wissenschaftlicher Erkenntnisse
- Vernetzung von Wissenschaftlern und anderen und Förderung der gegenseitigen Unterstützung und Zusammenarbeit

## Analysen und Ergebnisse
Klimawandel
Die Wissenschaftler führen beispielsweise 24 ausgewählte wichtige wissenschaftliche Fakten zum Klimawandel auf.
Kernenergie
Eine knapp 100-seitige im Oktober 2021 veröffentlichte Studie einer Arbeitsgruppe von S4F kam zu dem Schluss, dass die Kernenergie keinen sinnvollen Beitrag zum Klimaschutz leisten könne, da sie „zu gefährlich, zu teuer und zu langsam verfügbar“ sei und den notwendigen sozial-ökologischen Transformationsprozess blockiere.
Policies
Teilnehmer haben Analysen sowie Empfehlungen und Vorschläge zu Gesetzesentwürfen und Policies wie dem deutschen Lieferkettengesetz, EU-Klimaschutzregulierungen und der Gemeinsamen Agrarpolitik (GAP) der EU erarbeitet.
Design von nachhaltigen Energiesystemen
Teilnehmende Wissenschaftler haben eine grundlegende Orientierungshilfe für die Erstellung von Pfadstrategien für ein „klimaverträgliches Energiesystem“, insbesondere für das deutsche Energiesystem, entwickelt.